# Ferdinando Podda
Ferdinando Podda (Loceri, 25 settembre 1892 – monte Zebio, 10 giugno 1917) è stato un militare italiano, decorato di medaglia d'oro al valor militare alla memoria nel corso della prima guerra mondiale.

## Biografia
Nacque a Loceri, provincia di Nuoro, il 25 settembre 1892, figlio di Efisio e Rita Piras. Frequentate le scuole elementari, a causa delle modeste condizioni economiche della famiglia, lasciò gli studi e iniziò a lavorare come salariato nell'agricoltura, portando avanti la sua passione, quella dell'equitazione. All'età di diciassette anni emigrò in Francia per lavoro, ritornando in Italia nel novembre 1912 al fine di assolvere il servizio militare di leva nel Regio Esercito. Assegnato al 75º Reggimento fanteria della Brigata Napoli si distinse per aver salvato, pur sapendo nuotare a malapena, una donna che era caduta in mare e stava per annegare. Promosso caporale e poi caporale maggiore, venne trattenuto in servizio attivo all'atto dell'entrata in guerra del Regno d'Italia, avvenuta il 24 maggio 1915. In quella data il suo reggimento si schierò sulla riva destra dell'Isonzo partecipando ai primi combattimenti sul Monte Sabotino. Poco tempo dopo fu trasferito al 151º Reggimento fanteria della Brigata Sassari partecipando ai combattimenti a Bosco Cappuccio, sul Monte San Michele, alla "trincea delle Frasche" e contro il munito trinceramento "dei Razzi". Fu promosso sergente nel 1915 e sergente maggiore nel 1916, fu nominato comandante di un plotone zappatori del reggimento. Passato dal fronte del Carso a quello degli Altipiani, si distinse in combattimento alle pendici del Monte Zebio. Il 10 giugno chiese, ed ottenne, di far parte della prima ondata d'assalto e col suo plotone zappatori fu tra i primi a penetrare nella trincea nemica. Ferito dapprima al capo, e poi a una gamba, dopo essersi fatto medicare tornò al suo posto per contribuire a respingere gli attacchi avversari e cadde colpito a morte da una terza pallottola di fucile. Con Decreto Luogotenenziale del 22 novembre 1917 fu insignito della medaglia d'oro al valor militare alla memoria consegnata alla famiglia dal re Vittorio Emanuele III. 
Le sue spoglie sono conservate presso il Sacrario militare di Asiago.